# Råkulla
Råkulla (finska: Rajakumpu) är en kommundel i Kyrkslätt i det finländska landskapet Nyland. Området består i huvudsakligen av höghus och radhus. Kyrkslätts servicecentral öppnades i Råkulla år 1991.
Råkulla begravningsplats finns också i området. Begravningsplatsen sköts av Kyrkslätts kyrkliga samfällighet.